# Борщаговская улица
Борщаговская улица (укр. Борщагівська вулиця) — улица в Соломенском и Шевченковском районах города Киева. Пролегает от улицы Жилянская при примыкании проспекта Воздухофлотский до проспекта Любомира Гузара при примыкании улицы Гарматная, исторически сложившаяся местность (район) Шулявка и Караваевы дачи.
Улица служит продлением Жилянской улицы, Борщаговскую улицу в свою очередь продлевает проспект Любомира Гузара.
Примыкают улица Шолуденко, Политехнический переулок, Боткина, Дашавская, Мамина-Сибиряка, Полевая, Академика Янгеля, Кузнечный переулок, Индустриальный переулок, Вадима Гетьмана, Генерала Тупикова, Нежинская, Западная.

## История
Улица возникла в 19 веке под современным названием — в честь путь к сёлам Братская Борщаговка, Михайловская Борщаговка, Никольская Борщаговка, Петропавловская Борщаговка и Софиевская Борщаговка. Называлась Борщаговская № 2.
В росписи улиц Киева, утверждённом 1896 года, указано, что дома на улицах Борщаговская № 1 (3 дома) и Борщаговская № 2 (156 домов) отнесены к четвёртой категории (собственники данных домов не обязаны удерживать дворников, но должны выполнят их обязанности самостоятельно или совместно группами и нанимать ночных сторожей). Роспись устанавливала такое количество ночных сторожей и ночных пунктов уличного присмотра — 1 и 7 соответственно. Улицы относились к Бульварному участку города (местность Шулявка).
Изначально пролегала от пересечения современных проспекта Победы и улицы Шолуденко. В период 1960—1970-е годы улица была полностью перепланирована и перестроена, изменилось пролегание начала улицы, ликвидирована старая застройка. Улица стала служить скоростной автомагистралью. В 1975 году посредине начала улицы была построена трамвайная линия, в 1978 году была продлена на всю длину улицы в направлении Борщаговки.

## Застройка
Улица пролегает в западном направлении, меняя угол между севером и югом. Имеет по три ряда движения в обе стороны. Улица пересекает улицу Вадима Гетьмана по Индустриальному путепроводу. Вдоль всей длины улицы обустроена линия скоростного трамвая, разделяющая улицу. Начало улицы пролегает вдоль реки Лыбедь. Между домами № 139—141 и 143А расположен памятник природы Старая дубовая роща, площадью 0,3 га.
Парная и непарная стороны улицы заняты многоэтажной жилой (преимущественно 9-этажные, а также есть 5-14-18-19-этажные дома) застройкой (кроме того есть 2-этажные дома, один дом № 145 с разной этажностью 11-16-19), учреждениями обслуживания, частично усадебной застройкой (несколько домов парной стороны возле Индустриального моста). Между улицами Боткина и Академика Янгеля парная сторона занята корпусами Киевского политехнического института, далее идут общежития института. По парной стороне после Индустриального моста за усадебной застройкой расположены три не введённые в эксплуатацию 22-этажные дома.
|              |                                            |                                                  |
| начало улицы | улица в районе Индустриального путепровода | Старая дубовая роща и застройка улицы вокруг неё |

Учреждения:
- дом № 14 — детская музыкальная школа им. Л. Ревуцкого;
- дом № 97 А — автотранспортное предприятие
- дом № 101 А — сварочный факультет НТУУ «КПИ»; межотраслевой учебно-аттестационный центр Института электросварки имени Е. О. Патона;
- дом № 115 — институт энергосбережения НТУУ «КПИ»;
- дома № 122, 124, 126 — учебные корпусы НТУУ «КПИ»;
- дома № 144, 146, 148 — общежития НТУУ «КПИ»;
- дом № 146 — отделение связи № 56;
- дом № 150 — «Помічник абітурієнта», редакция журналу;
- дом № 152 Б — «Сегодня», редакция газеты;
- дом № 154 — торговый центр «Аркадия»;
- дом № 173/187 — универмаг «Спектр»;
- дом № 197 — учебный корпус НАУ;
- дом № 204 Г — Киевский хореографический колледж;
- дом № 210 — отделение связи № 58.